# Хабибуллин, Габдрахман Сулейманович
Габдрахман Сулейманович Хабибуллин (25 декабря 1903 (7 января 1904 год), Томск — 19 сентября 1969 года, Уфа) — певец Башкирского государственного театра оперы и балета. Заслуженный артист РСФСР (1949). Заслуженный артист Башкирской АССР (1942). Народный артист Башкирской АССР (1947), Народный артист РСФСР (1955)

## Биография
Габдрахман Сулейманович Хабибуллин родился 25 декабря 1903 (7 января 1904 года) в г. Томск в бедной многодетной семье в 12 детей. С юных лет работал чернорабочим, землекопом. Служа в армии, «отличился особым мужеством». Награждён Почётной грамотой командования за участие в боевых действиях на границе с Маньчжурией.
В 1938 году окончил Башкирскую студию при Московской консерватории (педагог Е. А. Милькович).
Место работы: c 1931 года руководил агит. бригадой Дома искусств Сибирского края (г.Новосибирск), с 1932 по 1933 годы — артист Московского центрального татарского рабочего театра, с 1938 по 1963 год — солист оперы Башкирского государственного театра оперы и балета.
В марте 1942 года исполнил песню Шаймуратов генерал , главную патриотическую песню на башкирскомя языке в годы Великой Отечественной войны.
Избирался Депутатом IV созыва Верховного Совета Башкирской АССР (1955—1959).
Семья: жена (Мариам), четыре сына (Саях, Равиль, Шамиль, Эдуард).

## Вокальные партии

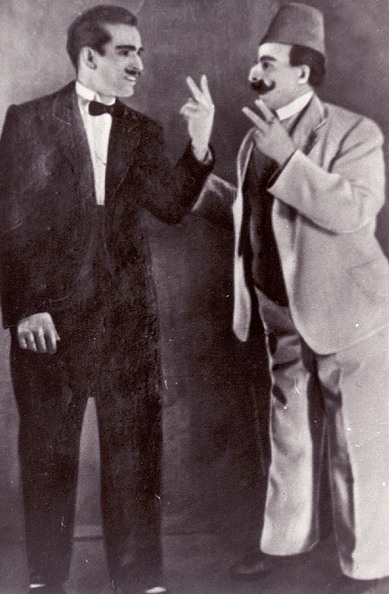
Сцена из постановки «Аршин мал алан» в Уфе. 1939 год. Хабир Галимов в роли Аскера и Габдрахман Хабибуллин (справа) в роли Султанбека

Судья («Прекрасная мельничиха»; дебют, 1938), Цунига («Кармен» Ж.Бизе), Спарафучилле («Риголетто» Дж. Верди), Дон Базилио («Севильский цирюльник» Дж. Россини), Кончак («Князь Игорь» А. П. Бородина), Кужак («Ир-Тарғын» — «Ер-Таргын» Е. Г. Брусиловского), Султанбек («Аршин мал алан» У. А. Гаджибекова), Серлебай («Айһылыу» — «Айхылу» М. М. Валеева и Н. И. Пейко), Мулла («Ҡоҙаса» — «Свояченица» З. Г. Исмагилова) , Колыя («Һаҡмар» — «Хакмар» Валеева, 1940), Тапкыр-хана («Мәргән» — «Мэргэн» А. А. Эйхенвальда, 1940), Старшины («Ҡарлугас»— «Карлугас» Н. К. Чемберджи, 1941), Кахкахи («Акбузат»), Султана («Азат» Р. А. Муртазина, 1949), Юлая Азналина («Салават Юлаев»), Аязгола («Шаура»);
Песни, романсы, арии и дуэты из опер башкирских («Азамат», «Акхак-кола», «Ирендык», «Сырдарья», «Урал»), татарских («Дремучий лес», «Райхан», «Осыпается цветок»), русских и зарубежных композиторов.

## Награды и звания
- Заслуженный артист Башкирской АССР (1942)
- Народный артист Башкирской АССР (1947)
- Заслуженный артист РСФСР (1949)
- Народный артист РСФСР (1955)
- орден Ленина (08.06.1955)
- орден Трудового Красного Знамени
- орден «Знак Почёта» (1955)

## Память
19 сентября 2003 года в Уфе на доме 2 по улице Ленина, где жил артист, установлена мемориальная доска с его именем.